# Parc des Princes (Auderghem)
 (août 2021).
Si vous disposez d'ouvrages ou d'articles de référence ou si vous connaissez des sites web de qualité traitant du thème abordé ici, merci de compléter l'article en donnant les références utiles à sa vérifiabilité et en les liant à la section « Notes et références ».
Le Parc des Princes est un quartier d'Auderghem en région de Bruxelles-Capitale. 

## Histoire
En 1956 ce nouveau quartier vit le jour. Il allait englober des clos desservis par l' avenue Leemans et l'avenue Paul Vanden Thoren:
- la rue Félicien Delincé ;
- la rue Eugène Denis ;
- la rue Charles Pas ;
- la rue Firmin Martin ;
- la rue Léon Savoir ;
- la rue Jean-Baptiste Vandercammen

et en 1962 s'y ajoutèrent les dernières rues au sud du quartier
- la rue Hubert-Jean Coenen ;
- la rue Maurice Poedts ;
- la rue Guy-Jean Verachtert ;

La majorité des terrains des environs étaient alors la propriété des familles Morel (de Boitsfort) et Gérard (de Soignies). Une petite briqueterie vint s'y installer pendant l'entre-guerres, à hauteur de l'actuelle école maternelle.  Le chemin d'accès vers cette manufacture partait de l'auberge Au Repos des Chasseurs.
Le promoteur immobilier Etrimo nomma le quartier Parc des Princes vu la proximité du château de la Solitude, construit par Marie Ludmille Rose de Croÿ, princesse et duchesse d'Arenberg. Cette riche et influente noblesse possédait des domaines étendus un peu partout. L'ancien chemin menant à la briqueterie, l'avenue Leemans, devint l'axe central du quartier.
L'aménagement du quartier apparut comme un succès et fin 1959, le conseil communal approuva la proposition de créer un petit centre commercial dans l'avenue Leemans. Les jeunes ménages avec enfants furent nombreux à venir s'y installer. 
Etrimo céda un terrain à la commune de 4 et 82 ca sur lequel s'élevait auparavant l'ancienne briqueterie et où la firme avait placé ses locaux de chantier et de vente afin d'y construire une école maternelle. Le conseil communal accepta le don le 31 juillet 1961 et y bâtit des locaux scolaires. En reconnaissance elle donna à cette petite école le nom de l'administrateur délégué d'Etrimo, J.F. Colin.
En 1962, les autorités firent définitivement opposition à un projet de construction de hauts immeubles dans ce quartier. Il fut ainsi possible de créer les trois dernières rues.